# 流氷硝子館
流氷硝子館（りゅうひょうがらすかん）は北海道網走市にあるガラス製品製造・販売・製作体験ができる施設。2010年（平成22年）設立。社屋は魚のすり身工場であった建物を大規模リフォームしている。
館内は、硝子溶解炉やグローリーホールからでる熱がダクトを通り、高温で多量の排熱を効果的に循環させる環境に配慮した施設となっている。施設は道の駅に隣接しており、岸壁側面には流氷硝子館ライブカメラが設置してある。カメラはオホーツク海を一望でき、流氷観光砕氷船おーろら号の発着の様子や、網走のシンボル「帽子岩・二つ岩・能取岬」が見える。2月頃には日々変わる流氷の様子も見られる。

## 硝子原料について
網走市の隣、北見市留辺蘂町にある野村興産イトムカ鉱業所が、全国約700か所の自治体と多くの企業より排出された廃蛍光灯を無害化処理した後、回収された高品質のガラスカレットを使用している。リサイクル原料は年間に約14トン使用（2011年度）している。流氷硝子館が製作する廃蛍光灯リサイクルガラスを原料を「ECO PIRIKA」（エコピリカ）と称している。通常のガラス工芸用原料は、海外からの輸入に頼っているが、オホーツクの地域リサイクル資源を活用することで、地球環境や温暖化への負荷を減らしている。

## 商品の特徴
流氷・雪・植物・動物など、眼下に広がるオホーツク海や大自然をモチーフにしたガラス製品を提案している。硝子に地元産の帆立貝の貝殻を焼き入れた商品もある。ガラス製品の他、オホーツク館内の工芸作家作品も展示販売している。木工・陶芸・布製品・鹿角製品など。

### 製作体験の内容
製作体験メニューには、吹きガラス体験・サンドブラスト体験・アクセサリー組立て体験
- 吹き硝子体験

色・形・模様を組み合わせ、熱いガラスのかたまりに息を吹き込み、オリジナルのグラス制作が楽しめる。
- サンドブラスト体験

自分で描いたデザインをカッターで切り抜き、砂を吹き付けてスリガラス状の絵付けをする体験。手軽にイラストシールを使う「シールサンドブラスト体験」もある。
- アクセサリー組立て体験

工房で製作されたエコピリカのガラス玉を1つ選び、好きなビーズと紐を組み合わせオリジナルのアクセサリーを作ることができる

## 流氷硝子館の製品を販売している施設
- 源泉かけながしの宿 塩別つるつる温泉　〒091-0163 北見市留辺蘂町滝の湯201　TEL 0157-45-2225
- 道の駅 メルヘンの丘めまんべつ　〒099-2356 網走郡大空町女満別昭和96番地1　TEL 0152-75-6160
- 道の駅 ノンキーランドひがしもこと　〒099-3244 大空町東藻琴100番地　TEL 0152-66-3600
- 北大マルシェ Café & Labo　〒060-0809　札幌市北区北9条西5丁目北海道大学百年記念会館1階　TEL 011-788-7452
- ガラス工房 grand-jete’　〒088-3341北海道川上郡弟子屈町屈斜路470番地　TEL 015-484-2156
- 北天の丘 あばしり湖鶴雅リゾート オホーツクマーケット[北の昴すばる]　〒099-2421　北海道網走市呼人159番地　TEL 0152-48-3211
- ガラスのお店マーブル・イン・ザ・ポケット（オンラインショップ）
- めまんべつアンテナショップほのか（オンラインショップ）

## 併設されている施設
館内には軽食喫茶である「シーニックカフェ・帽子岩」、コンサートやサークル活動ができる二階イベントスペース（大・小）を設けている。
- 過去のコンサート履歴
  - 明江三奈（第5代オホーツク観光大使）
  - ERI ANZAI（第9代オホーツク観光大使）
  - 工藤忠幸（第10代オホーツク観光大使）
  - 伊藤正範（オホーツク圏観光連盟専務理事）
  - 向成一朗
- 過去のイベント活動
  - 手作り雑貨屋三さん